# Leon Leyson
Leon Leyson (numit initial Leib Lejzon; n. 15 septembrie 1929, Narewka⁠(d), Hajnówka⁠(d), Podlasia, Polonia – d. 12 ianuarie 2013, Fullerton, California, SUA) a fost un supraviețuitor al Holocaustului și unul dintre cei mai tineri „Schindlerjuden”, evreii salvati de Oskar Schindler. De asemena, a fost singurul copil supraviețuitor de pe lista lui Schindler care a scris o carte. "Băiatul de pe cutia de lemn: Cum imposibilul a devenit posibil... pe lista lui Schindler", redenumita mai apoi în "Băiatul de pe lista lui Schindler" detaliază viața lui și experiența Holocaustului. 